# Anomalon constrictum
Anomalon constrictum là một loài tò vò trong họ Ichneumonidae.